# Saint-Mars-du-Désert, Mayenne
Saint-Mars-du-Désert là một xã của tỉnh Mayenne, thuộc vùng Pays de la Loire, tây bắc nước Pháp.